# 眠れない夜をかぞえて
『眠れない夜をかぞえて』（ねむれないよるをかぞえて）はTBS系列で1992年4月16日 - 6月25日に放送されたテレビドラマ。
過去に遭遇した事件のトラウマを抱えたままキャリア警察官となり、研修配置で新宿にある栄中央警察署へと配属された女性を描く。1話完結方式を採っておらず、第1話から最終話までほぼ一貫して一つの事件（若い女性を狙った連続暴行殺人事件）を取り上げるなど、太陽にほえろ!などの刑事ドラマとは異なり、現実性を重視した筋立てとなっている。このことは、劇中で林の口から語られている。

## 登場人物
石島 倫子（いしじま みちこ）（演：田中美佐子）
警部。刑事課課長代理として、関東管区警察局理事官から栄中央署に配属。年齢は32歳だが、他人からは年齢よりも幼く見られるという。小学生の頃、信頼を寄せていた教師からわいせつ行為を受け、それが原因となり異性に憎しみを抱くようになる。その後、その傷を癒すように親戚の石島家の養子となるが、そのことが原因で妹の小夜からは恨まれてしまう。当初は医師を志していたが、「人間の感情が混ざり合う感触が嫌い」という理由で、国家公務員一種試験に合格し、刑事へ転向。後に、同じように異性に憎しみを抱く平山と惹かれあう。
秋葉 利史（あきば としふみ）（演：笑福亭鶴瓶）
警部補。刑事課一係長。息子が生まれてすぐに妻を亡くしており、男手ひとつで息子を育てている。倫子に想いを寄せており、平山に対してヤキモチを焼き、2人の仲に水を注してしまう。自身の父親も刑事だったが、14歳の少年に刺殺され、殉職している。
内田 靖子（うちだ やすこ）（演：浅田美代子）
倫子の親友であり、最大の理解者。翻訳の仕事をしている。ストーカーに遭っている倫子のために、よく倫子の部屋に泊まっている。様々な人物と恋に落ちるが、倫子からは心配されている。
林 憲孝（はやし のりたか）（演：竹内力）
栄中央署の刑事。唯一の新婚である。
上野 栄作（うえの えいさく）（演：村田雄浩）
栄中央署刑事課四係の刑事。相部と一緒に行動していることが多い。服役中のヤクザの恋人、ゆきに想いを寄せており、彼女のために刑事を辞める覚悟も出来ている。
清水 尚人（しみず なおと）（演：段田安則）
刑事課鑑識係。妻も働きに出ており、署の近くにある安いスーパーマーケットで買い物をするのが習慣となっている。倫子の考え方にはおおむね賛同しており、積極的に協力する。
相部 和士（あいべ かずし）（演：春田純一）
栄中央署刑事課四係の刑事。上野と一緒に行動していることが多い。街のヤクザとも顔見知りであり、コネで女遊びをするなど、素行は悪い。平山とは仲が悪く、揉み合いになることが多い。
横尾 隆（よこお たかし）（演：川藤幸三）
大阪府警高槻署の刑事。新宿での暴力団情報収集のため栄中央署に出向している。
大垣 朝祐（おおがき ちょうすけ）（演：小林勝也）刑事課2係
藤江 小夜（ふじえ さよ）（演：白島靖代）
倫子の妹。自堕落な母の元に自分を残して養子に行った倫子を恨んでおり、「お姉ちゃんのこの世で一番嫌いなものになってやる」と、アダルトビデオや売春に手を染めるが、その後に倫子の部屋に訪ねたことで徐々に和解し、一緒に暮らすようになる。
ゆき（演：青山知可子）
服役しているヤクザの恋人。
立石 清美（たていし きよみ）（演：根岸季衣）
自宅で畑を営む女性。犬を大量に飼育しており、そのほとんどが野良犬である。しかし、シベリアン・ハスキーのみは自分で買ったものである。知人に頼まれ、アダルトビデオのメイクの仕事をしている。しかし、その理由は建前であり、本当はレズビアンで、自ら進んで仕事を引き受けている。過去に看護師として働いていた経歴を持ち、ガールスカウトに入隊していた経歴も持つ。
堀田 正弘（ほった まさひろ）（演：小林稔侍）
警部。刑事課課長。倫子を理解している。
平山 徹（ひらやま とおる）（演：三田村邦彦）
栄中央署の刑事。父親の教えから、真っすぐにしか生きることができない性格。それゆえに、世の中の汚いものを何よりも嫌う。別れた妻とのいさかいから、異性に憎しみを抱く。当初は、キャリアはあるものの現場経験のない倫子を冷たい目で見ていたが、後に、同じように異性に憎しみを抱く倫子と惹かれあう。

## スタッフ
- 脚本：鎌田敏夫
- 音楽：小六禮次郎
- 主題歌：髙橋真梨子「はがゆい唇」
- プロデュース：武敬子、沼田通嗣、浜井誠
- 演出：浅生憲章、大木一史
- 制作：TBS[1]、テレパック

## サブタイトル
| 各話   | 放送日         | サブタイトル | 演出     |
| ------ | -------------- | ------------ | -------- |
| 第1話  | 1992年 4月16日 | 眼           | 浅生憲章 |
| 第2話  | 4月23日        | 手           | 浅生憲章 |
| 第3話  | 4月30日        | 妹           | 大木一史 |
| 第4話  | 5月7日         | 涙           | 大木一史 |
| 第5話  | 5月14日        | 爪           | 浅生憲章 |
| 第6話  | 5月21日        | 愛           | 浅生憲章 |
| 第7話  | 5月28日        | 情           | 大木一史 |
| 第8話  | 6月4日         | 紐           | 大木一史 |
| 第9話  | 6月11日        | 嘘           | 浅生憲章 |
| 第10話 | 6月18日        | 嵐           | 大木一史 |
| 第11話 | 6月25日        | 街           | 浅生憲章 |

## その他
- 最終話には警官役として深沢邦之が出演していた。田中美佐子と深沢は本放送から3年後の1995年11月に結婚した（その後2023年6月に離婚）。このほか、当時「バカルディ」と名乗っていたさまぁ〜ずの2人がゲスト出演したこともある。